# Magomed Omárov (boxeador)
Magomed Shajbánovich Omárov (en ruso: Магомед Шахбанович Омаров; Kaspisk, URSS, 16 de octubre de 1989) es un deportista ruso que compitió en boxeo.
Ganó una medalla de bronce en el Campeonato Europeo de Boxeo Aficionado de 2011, en el peso superpesado. Participó en los Juegos Olímpicos de  Londres 2012, ocupando el quinto lugar en el mismo peso.

## Palmarés internacional
| Campeonato Europeo | Campeonato Europeo | Campeonato Europeo | Campeonato Europeo |
| Año                | Lugar              | Medalla            | Categoría          |
| ------------------ | ------------------ | ------------------ | ------------------ |
| 2011               | Ankara (Turquía)   | Medalla de oro     | +91 kg             |